# Joseph Ritner

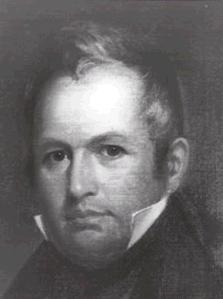
Joseph Ritner

Joseph Ritner (* 25. März 1780 im Berks County, Pennsylvania; † 16. Oktober 1869) war ein US-amerikanischer Politiker und von 1835 bis 1839 der achte Gouverneur des Bundesstaates Pennsylvania.

## Frühe Jahre
Joseph Ritner entstammte einer deutschstämmigen Familie. Seine schulische Ausbildung hat er sich im Wesentlichen durch Eigenstudium selbst beigebracht. Im Alter von 13 Jahren begann Ritner auf einer Farm im Cumberland County zu arbeiten. Damals verdiente er 120 Dollar im Jahr. Später konnte er eine eigene Farm erwerben und bewirtschaften. Am Krieg von 1812 nahm Joseph Ritner als einfacher Soldat teil.

## Politischer Aufstieg
Nach dem Krieg wurde Ritner im Washington County Leiter des Straßenbauamtes; damit hatte er die Aufsicht über alle Kreisstraßen. Im Jahr 1820 wurde er in das Repräsentantenhaus von Pennsylvania gewählt. Dieses Mandat behielt er für fünf Legislaturperioden. Während der letzten beiden Amtszeiten war er sogar Präsident (Speaker) des Hauses.
Gegen Ende der 1820er Jahre kam in Pennsylvania eine negative Stimmung gegen Geheimbünde aller Art auf. Dazu gehörten auch die Freimaurerschaften. Obwohl führende amerikanische Politiker wie George Washington Mitglied von Freimaurerlogen waren, gab es in Pennsylvania die Meinung, diese würden sich gegen den Staat verschwören. Geschürt wurden diese Vorurteile noch von einigen christlichen Sekten. Die Bewegung gegen die Freimaurer wurde so stark, dass sie eine eigene, allerdings kurzlebige Partei gründete. Diese Partei nannte sich Anti-Masonic Party. Bereits im Jahr 1829 wurde Ritner als deren Kandidat für die Gouverneurswahlen nominiert. Sowohl 1829 als auch 1832 verlor er bei den Wahlen gegen George Wolf. 1835 profitierten Ritner und seine Partei von einer Spaltung der Demokraten, die zwei Kandidaten ins Rennen schickten. Dadurch konnte Ritner schließlich die Wahlen gewinnen.

## Gouverneur von Pennsylvania
Joseph Ritner trat sein neues Amt am 15. Dezember 1835 an. In seiner Amtszeit setzte er sich für die Beibehaltung des von seinem Vorgänger eingeführten Schulsystems ein. Nach dem von Präsident Andrew Jackson herbeigeführten Ende der Second Bank of the United States beauftragte Gouverneur Ritner die Nicolas Biddles Bank mit der Abwicklung der finanziellen Transaktionen von Pennsylvania. Im Gegenzug erhielt der Staat ein großzügiges Darlehen von dieser Bank. Ritner trat auch als entschiedener Gegner der Sklaverei in Erscheinung.
Joseph Ritner war der letzte Gouverneur von Pennsylvania, der unter der alten Verfassung aus dem Jahr 1790 amtierte. Nach ihm trat die 1838 ausgearbeitete neue Verfassung in Kraft, die unter anderem die Amtsdauer der Gouverneure auf zwei zusammenhängende Amtszeiten beschränkte. Die Gouverneurswahlen des Jahres 1838 waren heftig umstritten. Einerseits litt die Anti-Masonic Party unter dem zweifelhaften Finanzgebaren ihres Vorsitzenden Thaddeus Stevens, andererseits hatte sich in Pennsylvania die Demokratische Partei wieder von ihrer Spaltung erholt. Schließlich siegte deren Kandidat David Rittenhouse Porter knapp gegen Joseph Ritner. Dieser hat die Wahl dann erfolglos angefochten. Die Anhänger beider Seiten lieferten sich hierbei teilweise blutige Auseinandersetzungen. Ritner sollte der einzige Gouverneur von Pennsylvania bleiben, der der Anti-Masonic Party angehörte.

## Weiterer Lebenslauf
Nach seiner Wahlniederlage schied Ritner am 15. Januar 1839 aus seinem Amt aus. Danach bewirtschaftete er eine Farm im Cumberland County. Der im Jahr 1848 gewählte Präsident Zachary Taylor wollte Ritner zum Leiter der United States Mint in Philadelphia machen. Aufgrund des frühen Todes des Präsidenten kam es aber nicht mehr zu dieser Ernennung. In den 1850er Jahren trat Ritner aufgrund seiner Gegnerschaft zur Sklaverei in die neu entstandene Republikanische Partei ein. Im Jahr 1856 war er trotz seiner 76 Jahre Delegierter zur Republican National Convention, auf der John C. Frémont als deren Präsidentschaftskandidat nominiert wurde. Der seit 1839 auf einem Auge erblindete Joseph Ritner starb 1869. Er war mit Susan Alter verheiratet, mit der er sieben Kinder hatte.